# Mesosemia chalybea
Mesosemia chalybea är en fjärilsart som beskrevs av Johannes Karl Max Röber 1903. Mesosemia chalybea ingår i släktet Mesosemia och familjen Riodinidae. Inga underarter finns listade i Catalogue of Life.